# Symmachia nemesis
Espèce
Symmachia nemesis est une espèce d'insectes lépidoptères de la famille des Riodinidae et du genre Symmachia.

## Systématique
Symmachia nemesis a été nommé par Pierre Rebillard (d) en 1958 et ce sur la base d'une description faite par Ferdinand Le Cerf (1881-1945). Pour cette raison certaines sources telles que Funet mentionne Le Cerf, 1958 pour ce taxon.

## Description
Symmachia nemesis présente une envergure de 26 mm et une aile antérieure de 15 mm.

## Écologie et distribution
Symmachia nemesis est présent au Brésil.

### Protection
Pas de statut de protection particulier.

## Publication originale
- Pierre Rebillard, « Contribution à la Connaissance des Riodinidae Sud-Américains », Mémoires du Muséum national d'histoire Naturelle. Nouvelle série. Série A, Zoologie., vol. 15, no 2,‎ 1958, p. 135-216 (ISSN 0078-9747, lire en ligne).